# Sinop (Provinz)
Sinop ist eine Provinz der Türkei an der Schwarzmeerküste. Ihre Hauptstadt ist Sinop.

## Lage
Die Provinz hat 216.460 Einwohner (Stand 2020) auf einer Fläche von 5718 km². Sie grenzt im Westen an die Provinz Kastamonu, im Osten an die Provinz Samsun und im Süden an die Provinz Çorum. Im Norden bildet das Schwarze Meer die natürliche Grenze.

## Verwaltungsgliederung
Die Provinz Sinop ist in neun Landkreise untergliedert. Die Landkreise sind:

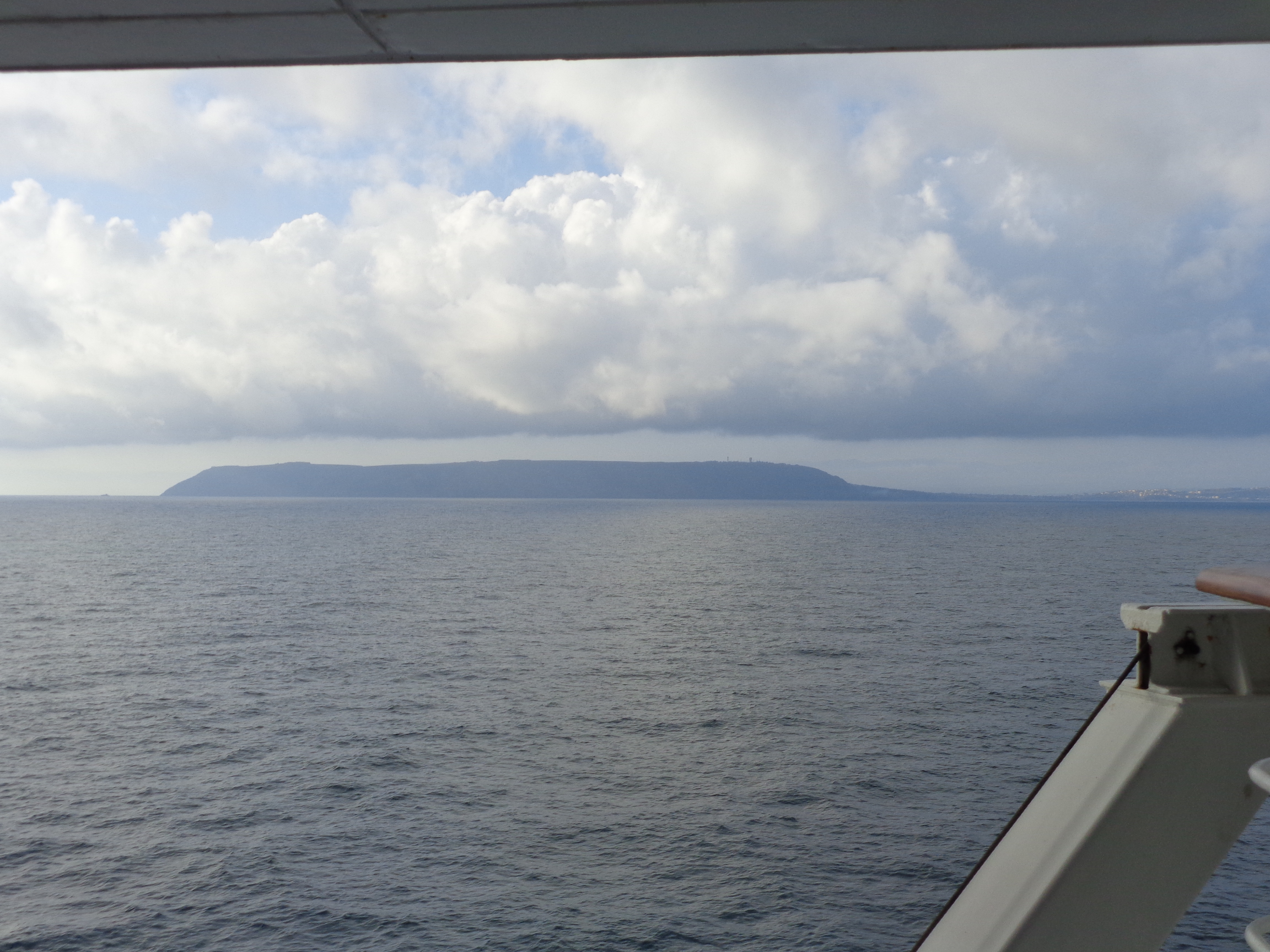
Nordspitze von Sinop (İnce Burun)

| Kreis- code 1    | Landkreis        | Fläche 2 (km²) | Bevölkerung (2020) 3 | Bevölkerung (2020) 3       | Anzahl der Einheiten   | Anzahl der Einheiten  | Anzahl der Einheiten | Dichte (Ew./km²) | städt. Anteil (in %) | Sex Ratio 4 | Grün- dungs- da- tum 5, 6 |
| Kreis- code 1    | Landkreis        | Fläche 2 (km²) | Landkreis (İlçe)     | Verwal- tungssitz (Merkez) | Gemein- den (Belediye) | Stadt- viertel (Mah.) | Dörfer (Köy)         | Dichte (Ew./km²) | städt. Anteil (in %) | Sex Ratio 4 | Grün- dungs- da- tum 5, 6 |
| ---------------- | ---------------- | -------------- | -------------------- | -------------------------- | ---------------------- | --------------------- | -------------------- | ---------------- | -------------------- | ----------- | ------------------------- |
| 1156             | Ayancık          | 862            | 23.734               | 13.121                     | 1                      | 5                     | 71                   | 27,5             | 55,28                | 1001        |                           |
| 1204             | Boyabat          | 1.512          | 44.443               | 28.691                     | 1                      | 9                     | 107                  | 29,4             | 64,56                | 1021        |                           |
| 1910             | Dikmen           | 411            | 4.860                | 1.273                      | 1                      | 3                     | 28                   | 11,8             | 26,19                | 941         | 1990                      |
| 1290             | Durağan          | 995            | 17.861               | 7.947                      | 1                      | 6                     | 70                   | 18,0             | 44,49                | 988         | 1954                      |
| 1314             | Erfelek          | 412            | 12.024               | 3.905                      | 1                      | 3                     | 46                   | 29,2             | 32,48                | 993         | 1960                      |
| 1349             | Gerze            | 487            | 26.191               | 17.605                     | 1                      | 7                     | 42                   | 53,8             | 67,22                | 1016        |                           |
| 1627             | Merkez Sinop     | 442            | 65.489               | 53.813                     | 1                      | 13                    | 38                   | 148,2            | 82,17                | 1021        |                           |
| 1981             | Saraydüzü        | 334            | 5.885                | 1.806                      | 1                      | 1                     | 30                   | 17,6             | 30,69                | 980         | 1990                      |
| 1693             | Türkeli          | 263            | 15.973               | 6.296                      | 1                      | 3                     | 33                   | 60,7             | 39,42                | 1011        | 1957                      |
| 57 PROVINZ Sinop | 57 PROVINZ Sinop | 5.718          | 216.460              |                            | 9                      | 50                    | 465                  | 37,9             | 62,12                | 1010        |                           |

## Bevölkerung

### Ergebnisse der Bevölkerungsfortschreibung
Nachfolgende Tabelle zeigt die jährliche Bevölkerungsentwicklung nach der Fortschreibung durch das 2007 eingeführte adressierbare Einwohnerregister (ADNKS). Zusätzlich sind die Bevölkerungswachstumsrate und das Geschlechterverhältnis (Sex Ratio d. h. Anzahl der Frauen pro 1000 Männer) aufgeführt. Der Zensus von 2011 ermittelte 203.288 Einwohner, das sind über 22.000 Einwohner weniger als zum Zensus 2000.

| Jahr | Bevölkerung am Jahresende | Bevölkerung am Jahresende | Bevölkerung am Jahresende | Wachstums- rate der Be- völkerung (in %) | Geschlechter verhältnis (Frauen auf 1000 Männer) | Rang (unter den 81 Provinzen) |
| Jahr | gesamt                    | männlich                  | weiblich                  | Wachstums- rate der Be- völkerung (in %) | Geschlechter verhältnis (Frauen auf 1000 Männer) | Rang (unter den 81 Provinzen) |
| ---- | ------------------------- | ------------------------- | ------------------------- | ---------------------------------------- | ------------------------------------------------ | ----------------------------- |
| 2020 | 216.460                   | 107.689                   | 108.771                   | −0,82                                    | 1010                                             | 72                            |
| 2019 | 218.243                   | 108.927                   | 109.316                   | −0,68                                    | 1004                                             | 72                            |
| 2018 | 219.733                   | 109.296                   | 110.437                   | 5,93                                     | 1010                                             | 72                            |
| 2017 | 207.427                   | 103.071                   | 104.356                   | 0,95                                     | 1012                                             | 72                            |
| 2016 | 205.478                   | 101.909                   | 103.569                   | 0,66                                     | 1016                                             | 72                            |
| 2015 | 204.133                   | 101.139                   | 102.994                   | −0,19                                    | 1018                                             | 72                            |
| 2014 | 204.526                   | 101.304                   | 103.222                   | −0,02                                    | 1019                                             | 72                            |
| 2013 | 204.568                   | 101.270                   | 103.298                   | 1,62                                     | 1020                                             | 72                            |
| 2012 | 201.311                   | 99.540                    | 101.771                   | −0,85                                    | 1022                                             | 72                            |
| 2011 | 203.027                   | 100.595                   | 102.432                   | 0,14                                     | 1018                                             | 72                            |
| 2010 | 202.740                   | 100.147                   | 102.593                   | 0,80                                     | 1024                                             | 72                            |
| 2009 | 201.134                   | 99.259                    | 101.875                   | 0,17                                     | 1026                                             | 72                            |
| 2008 | 200.791                   | 98.961                    | 101.830                   | 1,20                                     | 1029                                             | 70                            |
| 2007 | 198.412                   | 97.032                    | 101.380                   | −                                        | 1045                                             | 71                            |
| 2000 | 225574                    | 109666                    | 115908                    | 10,96                                    | 1057                                             | 70                            |

### Volkszählungsergebnisse
Nachfolgende Tabellen geben die bei den 14 Volkszählungen dokumentierten Einwohnerstand der Provinz Sinop wieder.
Die Werte der linken Tabelle sind E-Books (der Originaldokumente) entnommen, die Werte der rechten Tabelle entstammen der Datenabfrage des Türkischen Statistikinstituts TÜIK – abrufbar über diese Webseite:
| Jahr | Bevölkerung | Bevölkerung | Rang |
| Jahr | Provinz     | Türkei      | Rang |
| ---- | ----------- | ----------- | ---- |
| 1927 | 169.965     | 13.648.270  | 38   |
| 1935 | 192.303     | 16.158.018  | 41   |
| 1940 | 190.844     | 17.820.950  | 44   |
| 1945 | 205.276     | 18.790.174  | 41   |
| 1950 | 225.621     | 20.947.188  | 41   |
| 1955 | 226.261     | 24.064.763  | 47   |
| 1960 | 249.730     | 27.754.820  | 46   |

| Jahr | Bevölkerung | Bevölkerung | Rang |
| Jahr | Provinz     | Türkei      | Rang |
| ---- | ----------- | ----------- | ---- |
| 1965 | 266.069     | 31.391.421  | 50   |
| 1970 | 265.655     | 35.605.176  | 54   |
| 1975 | 267.605     | 40.347.719  | 55   |
| 1980 | 276.242     | 44.736.957  | 55   |
| 1985 | 280.140     | 50.664.458  | 57   |
| 1990 | 265.153     | 56.473.035  | 61   |
| 2000 | 225.574     | 67.803.927  | 70   |

Anzahl der Provinzen bezogen auf die Censusjahre:
- 1927, 1940 bis 1950: 63 Provinzen
- 1935: 57 Provinzen
- 1955: 67 Provinzen
- 1960 bis 1985: 73 Provinzen
- 1990: 73 Provinzen
- 2000: 81 Provinzen

## Architektur
Ein markantes Bauwerk der Provinz ist die aus dem Jahre 660 stammende christliche Balatlar-Kirche.

## Persönlichkeiten
- Osman Pamukoğlu (* 1947), Politiker